# Икэ Гёкуран
Икэ Гёкуран (яп. 池玉瀾, род. 1727 г. — ум. 1784 г.), также известная как Токуяма Гёкуран — японская художница в стиле бундзинга (яп. 文人画, «живопись учёных»), каллиграфистка и поэтесса. Она стала знаменитой художницей в Киото при жизни и по сей день остаётся одной из первых выдающихся живописцев-женщин Японии.
При рождении ей было дано имя Мати (яп. 町). Она с детства обучалась живописи и псевдоним Гёкуран получила ещё в ранние годы, скорее всего, от своего учителя Янагисы Киэна (1707—1758). Гёкуран вышла замуж за художника Икэ но Тайгу. До брака подписывала работы под своей фамилией Токуяма Гёкуран.

## Биография

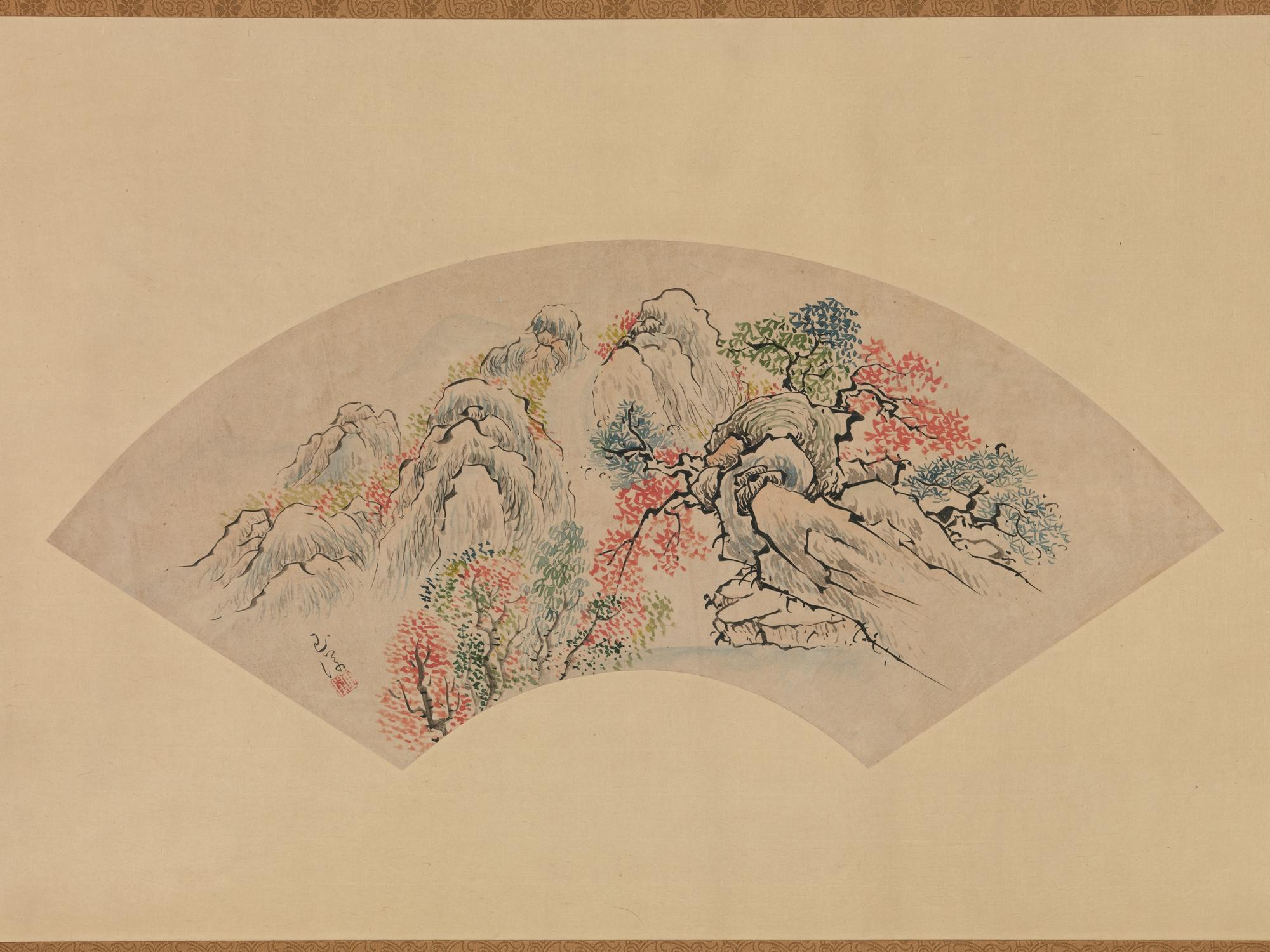
Веер авторства Икэ Гёкуран

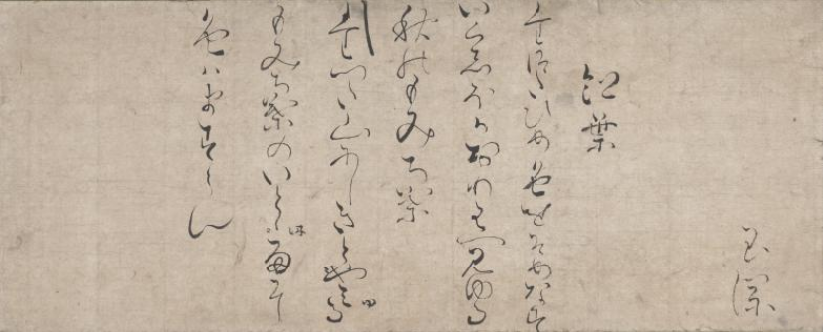
Два осенних стихотворения, вторая половина XIII века

Гёкуран начала обучение живописи у представителя школы Нанга Янагисы Киэна. Скорее всего, именно он представил её Икэ но Тайге, который также был одним из его учеников. Супруг Гёкуран обучал её стилю школы живописи Нанга (японской версии искусства Южной школы Китая) и «живописи учёных», а она в ответ обучала его искусству поэзии в жанре вака, в которой также преуспевала.
Пара была известна своим эксцентричным поведением. Они вместе создавали произведения живописи, оказывая влияние на творчество и стиль друг друга, и вместе на равных занимались музыкой. Это было нетипично для Японии того времени, где женщины по статусу были ниже мужчин. Известно, что Гёкуран не удаляла свои брови после замужества, как требовала того традиция.

## Творчество
Икэ Гёкуран — одна из немногих художниц, признанных в Японии XVIII века. Она делала росписи на складных дверях, ширмах, горизонтальных и вертикальных свитках, веерах, также создавала небольшие работы, на которые наносила каллиграфию с собственными стихотворениями. Гёкуран и её муж практически полностью посвятили себя занятию искусством, часто делая совместные работы, но зарабатывали на жизнь немного. Супруги проживали в небольшой мастерской около храма Гион в Киото. В 1910 году её стихотворения вошли в сборник Гион сандзё касю (Сборник стихотворений трёх женщин Гиона), изданный храмом.
Некоторые из работ Гёкуран входят в список Национальных сокровищ Японии и важных культурных ценностей.
Образ Гёкуран популярен среди женщин в качестве образа и костюма для фестиваля Дзидай-мацури в Киото.